# Професионална гимназия по кожени изделия и текстил „Д-р Иван Богоров“
Професионалната гимназия по кожени изделия и текстил „Д-р Иван Богоров“ се намира в град Пловдив на улица „Никола Беловеждов“ №16.

## История
Фaбричното заводско училище „Марица“ се създава през 1949 г. Десет години по-късно се открива Техникум по текстил като средно заведение с два отдела – Техникум с 4 годишен курс на обучение и ПТУ с 2 годишен курс на обучение.
На 4 октомври 1972 г. тържествено е открита новата сграда на ул. „Никола Беловеждов“ 16.
Патрон на училището е Иван Богоров – виден български енциклопедист от Възраждането.

## Производствена база
- Работилница за начални умения в обувното, кожено-галантерийното производство, конструиране и моделиране на облекло, облекло по поръчка и бутиково облекло;
- Предачна и тъкачна работилница;
- Плетачна работилница;
- Модерни фризьорски салони;
- Компютърни и интерактивни кабинети;
- Модернизирани учебни кабинети